# علامة لاري
علامة لاري (بالإنجليزية: Larrey's sign)‏ هي علامة طبية تظهر على شَكل ألم لدى مرضى التهاب المفصل العجزي الحرقفي، ويتمركز الألم في المفصل العجزي الحرقفي في أسفل الظهر عند الجلوس فجأة على كُرسي ثابت.
سُميت نسبةً إلى الجراح الفرنسي دومينيك جان لاري.